# Белобородов, Александр Сергеевич
Александр Сергеевич Белоборо́дов (19 июля 1948 года, Пермь — 16 декабря 2016 года, Петрозаводск) — советский российский композитор, педагог, заслуженный деятель искусств Республики Карелия (1995), заслуженный деятель искусств Российской Федерации (2005), автор музыки государственного гимна Республики Карелия.

## Биография
В 1968 году окончил Пермское музыкальное училище. В 1973 году окончил теоретико-композиторское отделение Петрозаводского филиала Ленинградской государственной консерватории (класс профессора А. С. Лемана).
С 1973 года преподавал музыкально-теоретические дисциплины в Петрозаводской государственной консерватории имени А. К. Глазунова, с 2001 года — профессор консерватории.
В 1981 году окончил ассистентуру-стажировку при Московской консерватории им. П. И. Чайковского.
С 1978 года — член Союза композиторов России, с 1989 года — председатель Союза композиторов Карелии, с 2000 года — член секретариата Союза композиторов России, почётный деятель Союза композиторов России.

## Награды и звания
Лауреат премии Председателя Правительства Республики Карелия «Сампо» (1999), лауреат 2000 года Республики Карелия за заслуги в развитии музыкального творчества, лауреат премии имени Д. Д. Шостаковича (2010).

## Сочинения
- балеты: «Скала двух лебедей» по одноимённой поэме Т. Сумманена (1987);
- симфонические — симфонии: № 1 «Мир ждал новолуния», в 2 частях (1982); № 2 «Куллерво», в 6 частях (1984); № 3 «Россия первой половины 20 в.» (1990); симфония картин № 4 «Рождение Петрозаводска» в 4 частях («Онего», «Петровский марш», «Кижи», «Рождение Петрозаводска»), посвящённая 300-летию г. Петрозаводска (2003); «Руна» для симфонического оркестра (1975); Детская симфоническая сюита по мотивам эпоса «Калевала» (1988); симфоническая сюита «Скала двух лебедей» по одноимённой поэме Т. Сумманена (1994); Doloroso для камерного оркестра (1991);
- вокально-симфонические — «Утро», поэма на сл. М. Светлова (1978); «Слёзы-жемчуга́», вокально-симфоническая поэма на сл. Т. Флинка (1983, изд. Л., 1988); «Душа и природа», оратория на сл. русских поэтов (1998); Духовный роспев «Богородице Дево, радуйся» (2001); «Песнь о ливах», оратория на сл. А. Волкова (2006);
- концерты — для альта и симфонического оркестра, в 3 частях (1975); для скрипки и симфонического оркестра, в 2 частях (1979); для арфы и симфонического оркестра, в 3 частях (1985); для фортепиано с оркестром (2000); концертная пьеса для скрипки с оркестром (1978);
- камерно-инструментальные — соната для скрипки и ф-но (1969); квинтет для деревянных духовых и ф-но № 1, в 2 частях (1975); квинтет для деревянных духовых № 2, в 2 частях (1976); пять инвенций для ф-но (1975; две изд. Л., 1986); соната для ф-но № 1, в 2 частях (1977); сюита для квинтета медных духовых инструментов (1978); соната для ф-но № 2, в 4 частях (1980); «Музыка — юношеству», сюита для струнного квартета, в 6 частях (1981); трио для скрипки, кларнета и ф-но, в 3 частях (1981); Детский альбом для ф-но (1983); три романтических этюда для арфы («Сумерки», «Рассвет», «Отражение солнца») (1988); Северные хоралы для органа (1992); соната для ф-но № 3 (1992); сонатина для ф-но (1992); Музыкальные картинки по мотивам «Калевалы» для ф-но в 4 руки (1988, изд. Петрозаводск, 2002); соната для флейты и ф-но (1992, изд. Петрозаводск, 2004); концертная пьеса для гитары (1993);
- камерно-вокальные — «Карельские песни», цикл для меццо-сопрано и ф-но, сл. народные (1970); «Три лика Анны Ахматовой» для сопрано, скрипки, кларнета и ф-но (1994);
- для народных инструментов — четыре пьесы для дуэта кантеле (1976); прелюдия и скерцо для баяна (1979); Рондо для аккордеона (1993); «Свадьба», вокально-хореографическая картина (к 150-летию первого изд. «Калевалы») для республиканского ансамбля «Кантеле» (1984); «Рождение огня», вокально-хореографическая картина на оригинальный текст «Калевалы» для ансамбля «Кантеле» (1984); Школа игры на хроматическом кантеле (1-4 классы ДМШ, 40 пьес) (2007);
- хоры — «Карельский лес», цикл миниатюр для женского хора без сопровождения, сл. В. Сергина (1982—1983); Гимн Республики Карелия, сл. А. Мишина и И. Костина (1993);
- песни: «Победа», сл. Н. Абрамова; «А вы в Карелии бывали?», сл. В. Иванова; «Петрозаводск», сл. А. Мишина; обработки карельских народных песен и др.
- инструментовки: Концерт для арфы Н. Березовского (1991); 24 прелюдии op.34 Д. Шостаковича для флейты, кларнета и фортепиано (2000, изд. Петрозаводск, 2003);